# John Edwards (pilote automobile)
Pour les articles homonymes, voir John Edwards (homonymie).
John Edwards, né le 11 mars 1991 à Louisville (Kentucky), est un pilote automobile américain. Depuis 2010, il est en compétition de Grand Tourisme dans les championnats américains Rolex Sports Car Series, Continental Tire Sports Car Challenge et American Le Mans Series.

## Biographie
Après des débuts en karting et en monoplace aux États-Unis, il se déplace en Europe et débute en 2005 à l'âge de quatorze ans en Championnat d'Allemagne de Formule Renault en devenant un des plus jeunes pilotes à conduire une monoplace en course. Après deux ans en Formule Renault et une victoire, il revient en Champ Car Atlantic en 2007. Après une saison difficile, il s'engage en 2008 en Star Mazda Series et remporte le championnat. Son retour en Atlantic Championship lui permet de remporter le championnat en 2009.
Depuis 2010, il est engagé en Rolex Sports Car Series et Continental Tire Sports Car Challenge. En 2013, il remporte la mini série North American Endurance Championship au sein de l'écurie Stevenson Motorsports et débute en American Le Mans Series au sein de l'écurie BMW Team RLL.

## Palmarès

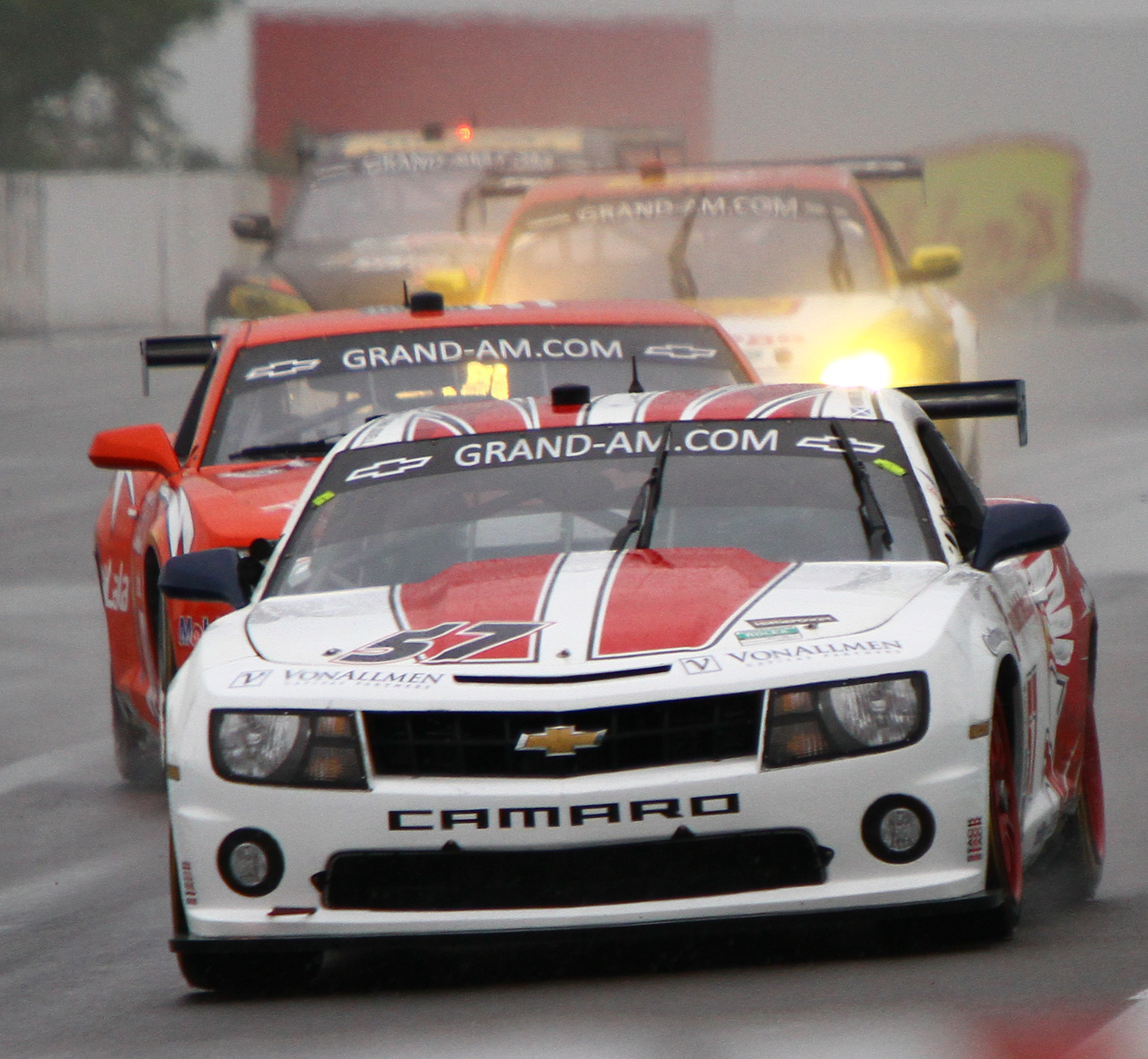
La camaro aux 6 Heures de Watkins Glen en 2011

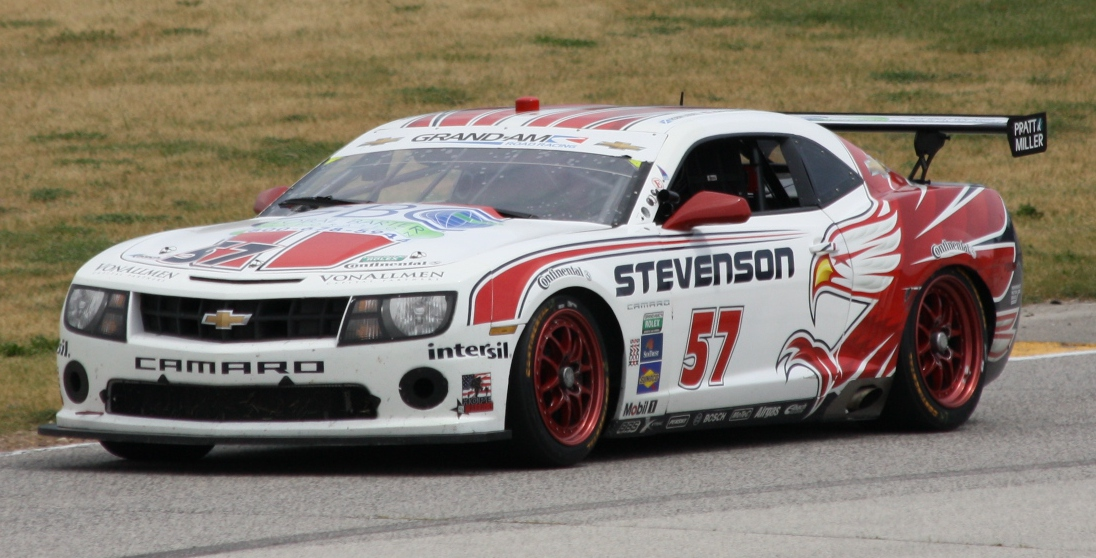
La camaro de John Edwards et Robin Liddell en 2012

- Formula Renault 2.0 Northern European Cup
  - Une victoire sur l'Anderstorp Raceway en 2006[1]

- Star Mazda Series
  - Champion en 2008
  - Quatre victoires en 2008

- Atlantic Championship
  - Champion en 2009
  - Quatre victoires en 2009

- Rolex Sports Car Series
  - Première victoire dans la catégorie GT en 2010 à Lime Rock
  - Vainqueur des classements de la catégorie GT du North American Endurance Championship en 2013 avec Robin Liddell[2]

- American Le Mans Series
  - Première victoire dans la catégorie GT en 2013 à Lime Rock